# ميريام هول
ميريام هول (بالإنجليزية: Miriam Hall)‏ هي لاعبة كرة مضرب أمريكية سابقة. هي إحدى بطلات الجراند سلام حيث فازت ببطولة أمريكا للتنس سنة 1904 في فئة الزوجي مع شريكتها ماي ساتون.

## النهائيات

### الزوجي اللقب (1)
| السنة | البطولة                     | الشريك    | المنافس                | النتيجة       |
| 1904  | بطولة أمريكا المفتوحة للتنس | ماي ساتون | إليزابيث مور كاري نيلي | 3-6, 6-3, 6-3 |

### الزوجي الوصافة (1)
| السنة | البطولة                     | الشريك               | المنافس                | النتيجة       |
| 1903  | بطولة أمريكا المفتوحة للتنس | ماريون جونز فاركوهار | إليزابيث مور كاري نيلي | 8-4, 6-1, 6-1 |